# Burkhard Mast-Weisz

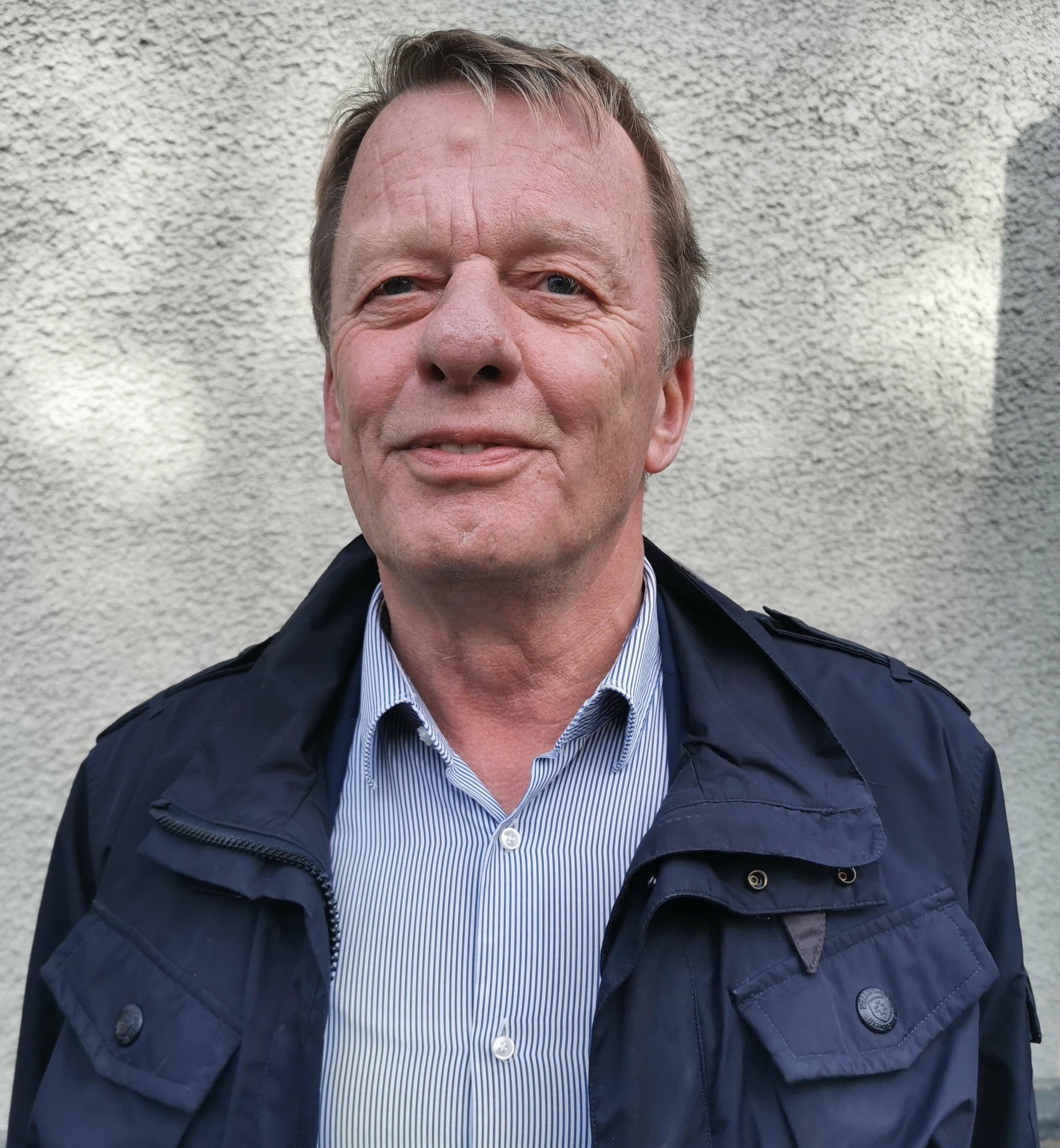
Burkhard Mast-Weisz

Burkhard Mast-Weisz (* 20. August 1956 in Bielefeld) ist ein deutscher Politiker (SPD) und seit Juni 2014 Oberbürgermeister von Remscheid im Bergischen Land.

## Leben
Bei der Stichwahl am 15. Juni 2014 setzte er sich gegen seinen Gegenkandidaten Jochen Siegfried von der CDU mit 57,5 Prozent durch. Zuvor hatte er das Amt des Stadtdirektors inne. Er trat damit die Nachfolge von Beate Wilding an. Sie beendete ihre Amtszeit nach neun Jahren wegen gesundheitlicher Probleme vorzeitig. Im Jahr 2020 wurde Mast-Weisz wiedergewählt.
Mast-Weisz war 1995 bis 2001 Leiter des Wuppertaler Stadtbetriebs Jugend und Freizeit, bevor er als Sozialdezernent nach Remscheid wechselte. Er hat heute noch seinen Wohnsitz in Wuppertal-Vohwinkel.